# Cameleon (filme)
Cameleon é um filme de drama britânico de 1997 dirigido e escrito por Ceri Sherlock. Foi selecionado como representante do Reino Unido à edição do Oscar 1998, organizada pela Academia de Artes e Ciências Cinematográficas.

## Elenco
- Daniel Evans - Elfed Davies
- Simon Fisher - Howell Thomas
- Aneirin Hughes - Delme Davies
- Phylip Hughes - David George
- Iris Jones - Hannah-Jane